# Muylem
Muylem is een gehucht in Appelterre-Eichem, deelgemeente van de stad Ninove in de Belgische provincie Oost-Vlaanderen. 
Muylem ligt op een noordelijke uitloper van het grondgebied van Appelterre-Eichem, grotendeels omgeven door het grondgebied van andere deelgemeenten. Het ligt tegen de grens met Aspelare in het westen en noordwesten, en tegen de grens met Outer in het noordoosten, oosten en zuidoosten. Het stuk grondgebied waarop Muylem ligt is enkel in het zuiden met een strook van slechts ongeveer 300 meter breed verbonden met de rest van het grondgebied van Appelterre-Eichem.
Het landelijk gehucht ligt zo dichter bij de dorpscentra van de omliggende deelgemeenten, dan bij de centra van Appelterre-Eichem: het ligt twee kilometer ten noordoosten van Appelterre en twee kilometer ten noordwesten van Eichem. Het dorpscentrum van deelgemeente Aspelare daarentegen ligt net ten westen en ook de dorpscentra van Nederhasselt in het noorden en Outer in het oosten liggen dichter dan de dorpskernen van Appelterre en Eichem.

## Geschiedenis
Op de Villaretkaart uit het midden van de 18de eeuw is hier een gehucht Muylem weergeven. De Ferrariskaart uit de jaren 1770 toont het gehucht Te Muylem
Op het eind van het ancien régime, toen tijdens de Franse bezetting op het eind van de 18de eeuw de gemeenten werden gecreëerd, werd Muylem ondergebracht in de gemeente Appelterre-Eichem.

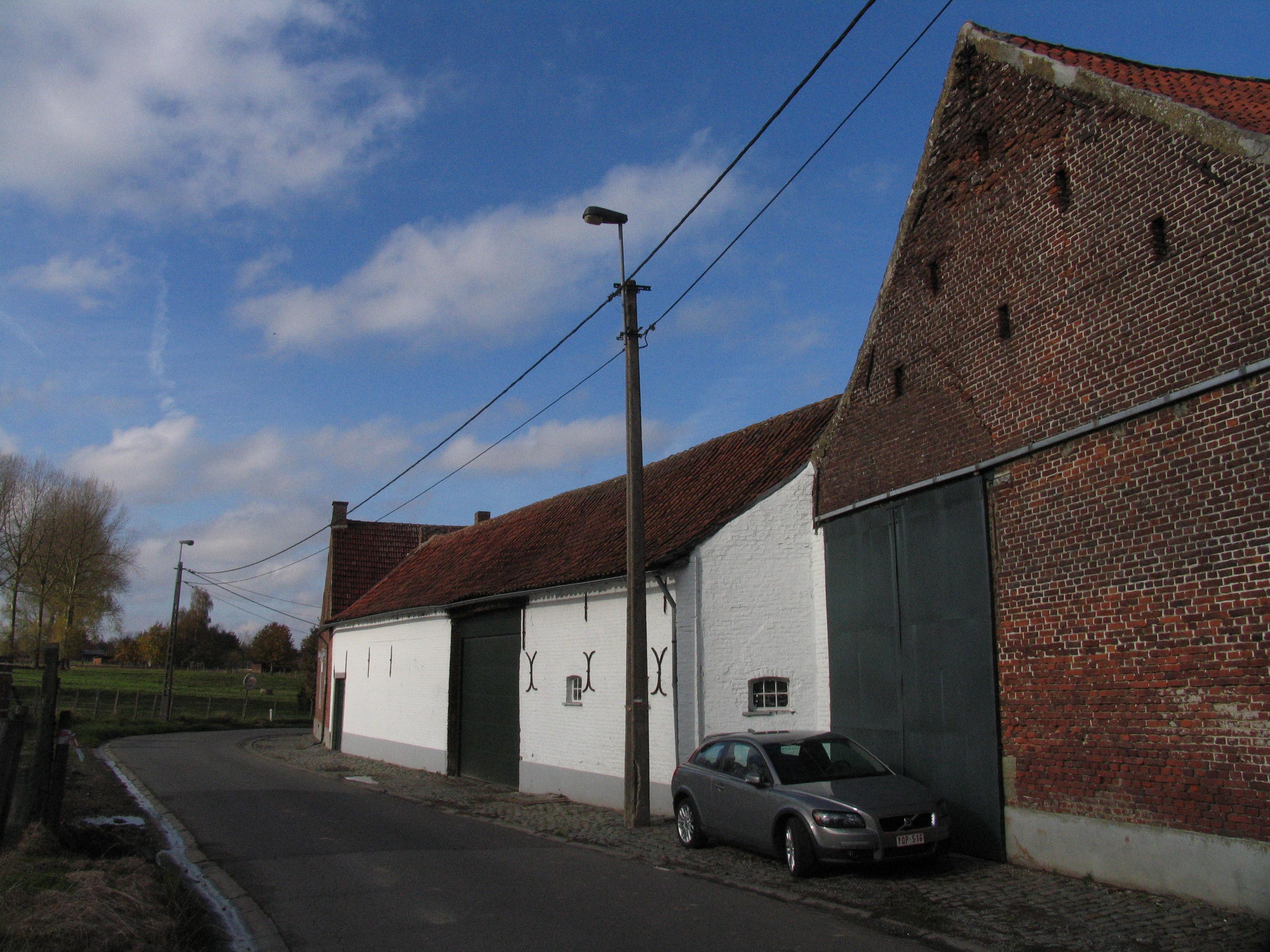
Gesloten hoeve

Deelgemeenten: Appelterre-Eichem · Aspelare · Denderwindeke · Lieferinge · Meerbeke · Nederhasselt · Neigem · Ninove · Okegem · Outer · Pollare · Voorde

Overige dorpen, gehuchten en wijken: Appelterre · Bevingen · Boterdaal · Dasselt · Eichem · Herlinckhove · Lebeke · Linkebeek · Muylem · Nederwijk · Nijken · Prindaal · Renderstede · Roesbeke · Roost · Slettem · Steenhout · Terbert · Varenberg · Vogelenzang · Waalhove · Zevenkoten

Belgische gemeenten · Arrondissement Aalst · Oost-Vlaanderen · Vlaanderen